# Calais Campbell
Calais Malik Campbell (* 1. September 1986 in Denver, Colorado) ist ein US-amerikanischer American-Football-Spieler. Er spielt zurzeit bei den Arizona Cardinals in der National Football League (NFL) auf der Position des Defensive Tackle. Mit den Arizona Cardinals konnte er den Super Bowl XLIII erreichen, der aber gegen die Pittsburgh Steelers verloren ging. Außerdem stand er auch bei den Jacksonville Jaguars, den Baltimore Ravens, den Atlanta Falcons und den Miami Dolphins unter Vertrag.

## College
Campbell, der als Schüler auch beim Basketball und in der Leichtathletik hervorragende Leistungen zeigte, hatte Angebote für mehrere Universitäten, entschied sich für die University of Miami und spielte für deren Team, die Hurricanes, erfolgreich College Football, wobei er in 36 Spielen nicht nur 158 Tackles setzen konnte, sondern ihm auch 19,5 Sacks gelangen.

## NFL

### Arizona Cardinals
Beim NFL Draft 2008 wurde er in der zweiten Runde als insgesamt 50. von den Arizona Cardinals ausgewählt. In seiner Rookie-Saison kam Campbell in allen Partien zum Einsatz, sowohl in der Defense als auch als Special Teamer. So auch bei der 27:23-Niederlage im Super Bowl XLIII.
2009 lief er ebenfalls in allen Spielen auf, 15 Mal davon als Starter. In den folgenden Saisons wurde er zu einem fixen Bestandteil der Defense der Cardinals und konnte konstant gute Leistungen zeigen. 2014 wurde er nicht nur erstmals von seinen Mitspielern zu einem der beiden Mannschaftskapitäne der Defense gewählt, sondern, wie auch im Jahr darauf, in den Pro Bowl berufen.
2015 und 2016 kam er ebenfalls in allen Spielen als Starter zum Einsatz.

### Jacksonville Jaguars
Im März 2017 unterschrieb er bei den Jacksonville Jaguars einen Vierjahresvertrag in der Höhe von 60 Millionen US-Dollar. Bereits in seinem ersten Spiel, der Partie gegen die  Houston Texans, konnte er mit vier Sacks einen Franchise-Rekord aufstellen.

### Baltimore Ravens
Im März 2020 wechselte Campbell im Tausch gegen einen Fünftrunden-Pick im NFL Draft 2020 zu den Baltimore Ravens. Am 13. März 2023 wurde Campbell von den Ravens entlassen.

### Atlanta Falcons
Am 31. März 2023 unterschrieb Campbell einen Einjahresvertrag bei den Atlanta Falcons. Er erzielte in 17 Spielen 6,5 Sacks, dabei konnte er einen Fumble erzwingen und einen Fumble erobern.

### Miami Dolphins
Im Juni 2024 nahmen die Miami Dolphins Campbell unter Vertrag.

### Rückkehr zu den Arizona Cardinals
Im April 2025 kehrte Campbell zu seinem ersten NFL-Team zurück und unterzeichnete einen Einjahresvertrag bei den Arizona Cardinals.